# Вернер Остендорф
Вернер Остендорф (нім. Werner Ostendorff; 15 серпня 1903, Кеніґсберґ — 1 травня 1945, Бад-Аусзее) — німецький офіцер Ваффен-СС, группенфюрер СС і генерал-лейтенант Ваффен-СС, кавалер Лицарського хреста Залізного хреста з Дубовим листям.

## Ранні роки
Вернер Остендорф народився 15 серпня 1903 року в місті Кеніґсберґ. У травні 1919 року вступив добровольцем в батальйон «Люк» (Східна Пруссія). З березня 1920 року працював на різних промислових підприємствах. 5 листопада 1925 року вступив в армію. 1 серпня 1933 року дослужився до звання Обер-лейтенанта в 1-му піхотному полку.
З приходом до влади нацистів вступив в НСДАП (№ 4 691 488). 1 березня 1934 року перейшов в Германський авіаційний поштовий союз. 1 жовтня 1935 року вступив в СС (№ 257 146) і був призначений інструктором тактики в юнкерському училищі СС в Бад-Тельці. З 1 квітня 1938 командир 4-го штурму Штандарта СС «Дер Фюрер», а з 1 червня 1939 командир Зенітного дивізіону СС.

## Друга світова війна
У складі різних частин військ СС воював в Польській і Французькій кампаніях, на радянсько-німецькому фронті. За відзнаки в боях під Смоленськом 13 вересня 1941 року нагороджений Лицарським хрестом Залізного хреста. У лютому — червні 1942 року командував бойовою групою в дивізії СС «Райх». З червня 1942 по листопад 1943 року Остендорф був начальником штабу II танкового корпусу СС.

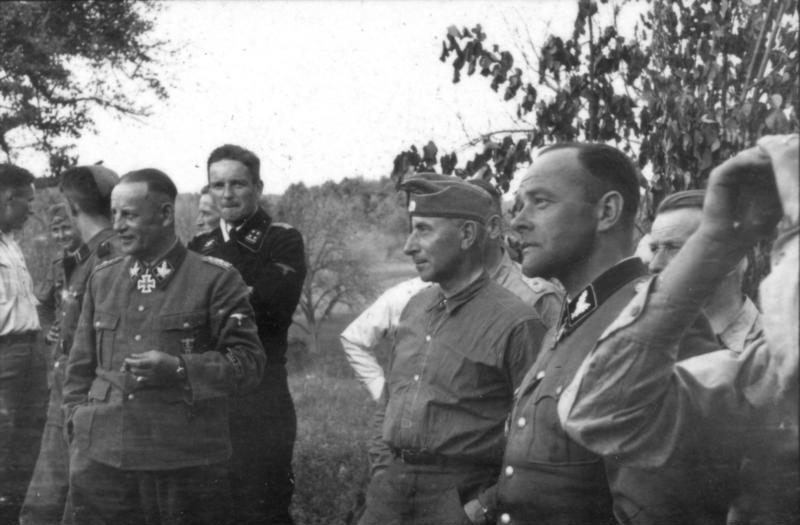
Вальтер Крюгер, Пауль Гауссер і Вернер Остендорф у Радянському Союзі, 1943

Після того як на заході в жовтні 1943 року була сформована 17-та панцергренадерська дивізія СС «Ґьотц фон Берліхінген», Вернер 20 жовтня був призначений її командиром. У червні 1944 був поранений в боях в районі Карантана, а після одужання знову очолив дивізію. 15 листопада був замінений Лінгером, а 2 грудня призначений начальником штабу групи армій «Верхній Рейн».
29 січня 1945 року Вернер Остендорф був призначений командиром 2-ї танкової дивізії СС «Дас Райх». У боях в Угорщині був тяжко поранений в бою і відправлений в госпіталь в Бад-Аусзее, де 1 травня 1945 помер від наслідків поранення.

## Звання
- Шутце (2 листопада 1925)
- Курсант (1 квітня 1926)
- Єфрейтор (1 серпня 1927)
- Унтерофіцер (1 жовтня 1927)
- Фенріх (1 серпня 1928)
- Оберфенріх (1 серпня 1929)
- Лейтенант (1 червня 1930)
- Оберлейтенант (1 липня 1933)
- Оберштурмфюрер СС (1 жовтня 1935)
- Гауптштурмфюрер СС (30 січня 1938)
- Штурмбаннфюрер СС (1 червня 1939)
- Оберштурмбаннфюрер СС (13 грудня 1940)
- Штандартенфюрер СС (1 березня 1942)
- Оберфюрер СС (20 квітня 1943)
- Бригадефюрер СС і генерал-майор Ваффен-СС (20 квітня 1944)
- Группенфюрер СС і генерал-лейтенант Ваффен-СС (1 грудня 1944)

## Нагороди
- Німецька імперська відзнака за фізичну підготовку в сріблі
- Нагрудний знак пілота
- Медаль «У пам'ять 13 березня 1938 року»
- Медаль «У пам'ять 1 жовтня 1938»
- Залізний хрест (1939)
  - 2-го класу (19 травня 1940)
  - 1-го класу (23 червня 1940)
- Лицарський хрест Залізного хреста з Дубовим листям
  - Лицарський хрест (13 вересня 1941) як оберштурмбаннфюрер СС і начальник оперативного відділу дивізії СС «Райх»
  - Дубове листя (№ 861; 6 травня 1945, посмертно) як группенфюрер СС і генерал-лейтенант Ваффен-СС і командир 2-ї танкової дивізії СС «Дас Райх»
- Німецький хрест в золоті (5 червня 1942) як штандартенфюрер СС і командир бойової групи дивізії СС «Дас Райх»
- Медаль «За зимову кампанію на Сході 1941/42»
- Нагрудний знак «За участь у загальних штурмових атаках»
- Нагрудний знак «За поранення» в чорному
- Кільце «Мертва голова»
- Відзначений у Вермахтберіхт (29 липня 1944)